# Из жизни начальника уголовного розыска
«Из жизни начальника уголовного розыска» — советский художественный фильм 1983 года, снятый режиссёром Степаном Пучиняном.

## Сюжет
Выйдя из больницы, начальник уголовного розыска города полковник Малыч (Кирилл Лавров) попадает на новоселье соседей по коммунальной квартире. В соседе узнает бывшего рецидивиста Слепнёва (Леонид Филатов), которого несколько лет назад посадил. Сейчас сосед остепенился, «завязал», и с женой, сыном и дочкой вернулся в город своей молодости.
Сюжет фильма крутится вокруг пистолетов, которые Слепнёв перед арестом где-то спрятал (оружие хотят получить и милиция, и преступники), и вокруг сомнений бывшего рецидивиста в нравственных установках блатной молодости.
Когда Слепнёв решает утопить оружие в проруби на пруду, его перехватывают преступники и оружие забирают. Оно используется для разбойного нападения на сберкассу, в ходе которого случайно оказавшийся в сберкассе Слепнёв (его жена послала туда заплатить за газ и за свет) спасает выехавшего на вызов Малыча, которого решается убить загнанный в угол преступник.

### Музыкальное решение
В фильме в исполнении Л. Филатова прозвучали песни Булата Окуджавы «Пиратская лирическая» и «Песенка о дураках».

## В ролях
| Актёр              | Роль                                                               |
| ------------------ | ------------------------------------------------------------------ |
| Кирилл Лавров      | Иван Константинович Малыч, полковник уголовного розыска            |
| Леонид Филатов     | Степан Петрович Слепнёв, шофёр-дальнобойщик, бывший вор «Разгуляй» |
| Елена Проклова     | Наталья Петровна, жена Слепнёва                                    |
| Наталья Гонтуар    | Анечка, дочь Слепнёвых                                             |
| Александр Продан   | Коля, сын Слепнёвых                                                |
| Наталья Фатеева    | Татьяна Георгиевна, классный руководитель Коли                     |
| Леонид Харитонов   | старик, родственник Слепнёва                                       |
| Игорь Ливанов      | Володя Пантелеев, шофёр-напарник Слепнёва                          |
| Юрий Чернов        | «Корыто», уголовник, сообщник «Бешеного»                           |
| Александр Пашутин  | Уткин, временный шофёр-напарник Слепнёва, сообщник бандитов        |
| Михаил Жигалов     | «Бешеный», бывший сообщник Слепнёва                                |
| Ирина Калиновская  | подруга Натальи                                                    |
| Степан Пучинян     | эпизод                                                             |
| Марина Левтова     | судья                                                              |
| Инга Будкевич      | Лена, диспетчер автобазы                                           |
| Наталья Казначеева | жена Пантелеева                                                    |
| Дмитрий Полонский  | сообщник «Бешеного»                                                |
| Виктор Царьков     | обвиняемый в суде                                                  |
| Александр Воеводин | Володя, водитель Малыча, эпизод                                    |
| Леонид Трутнев     | сообщник «Бешеного»                                                |

## Съёмочная группа
- Автор сценария: Ольга Лаврова и Александр Лавров
- Режиссёр: Степан Пучинян
- Оператор: Гасан Тутунов, Александр Ковальчук[1]
- Художник: Александр Вагичев
- Композитор: Андрей Геворгян
- Редактор: И. Добровольская
- Гримёр: Алексей Смирнов
- Дирижёр: Мартин Нерсесян

## Съёмки
Фильм целиком снят в городе Ростов-на-Дону. Основные объекты (сберкасса, городское управление внутренних дел) реально существовали.
- Во время разговора в машине, когда герой Филатова сидит за рулём, машина проезжает по Ворошиловскому проспекту. Для съёмок этой сцены проспект был перекрыт, но только участок от улицы Красноармейской до площади Гагарина. Из-за этого можно видеть, как в процессе разговора машина несколько раз проезжает мимо одного и того же магазина «Кооператор Дона».
- Подземный переход, по которому движется герой Лаврова, составлен из двух. Один действительно расположен недалеко от здания ГУВД, но выход снят в другом переходе, всё на том же Ворошиловском проспекте.
- Сцены погонь со стрельбой, драками на крышах гаражей, эффектными падениями с третьего этажа снимались в старом дворе дома 31 по проспекту Соколова — не вошли в фильм.
- Для сцены ограбления аптеки декораторы устроили аптеку из штаба ДНД (по тому же адресу), а настоящую аптеку в 10 метрах просто не включили в кадр. Ограбление аптеки и взлом склада также не вошли в фильм.
- Сцена попытки ограбления сберкассы и задержание банды проходила в действующей сберкассе № 247 по адресу ул. Энгельса 86/77 (сейчас Большая Садовая 86/77), где и по сегодняшний день находится отделение Сбербанка под тем же номером (№ 5221/0247).